# Rencontres baroques rémoises
 (janvier 2012).
Si vous disposez d'ouvrages ou d'articles de référence ou si vous connaissez des sites web de qualité traitant du thème abordé ici, merci de compléter l'article en donnant les références utiles à sa vérifiabilité et en les liant à la section « Notes et références ».

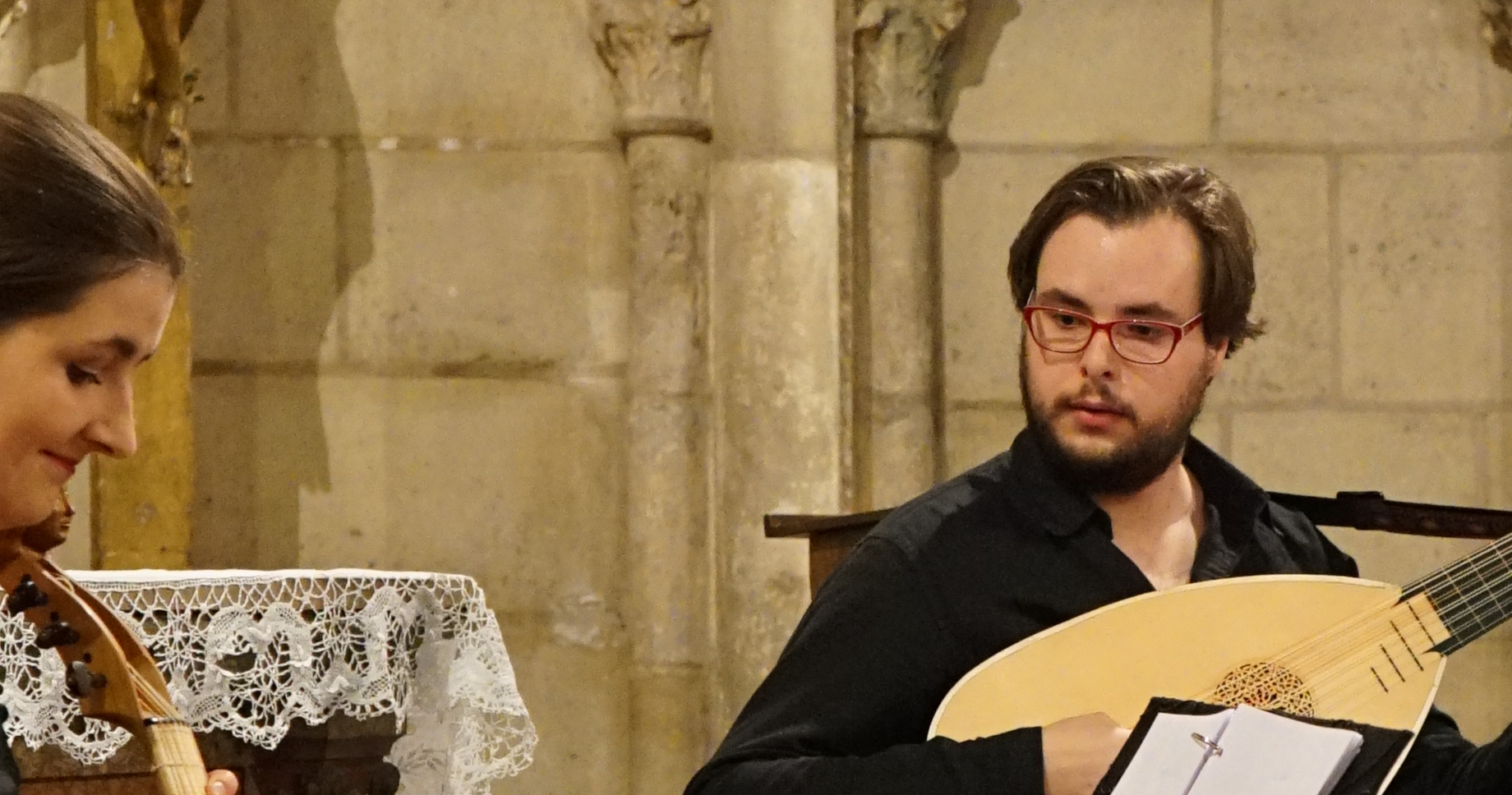
En 2015, Marine Fribourg et Javier Overejo.

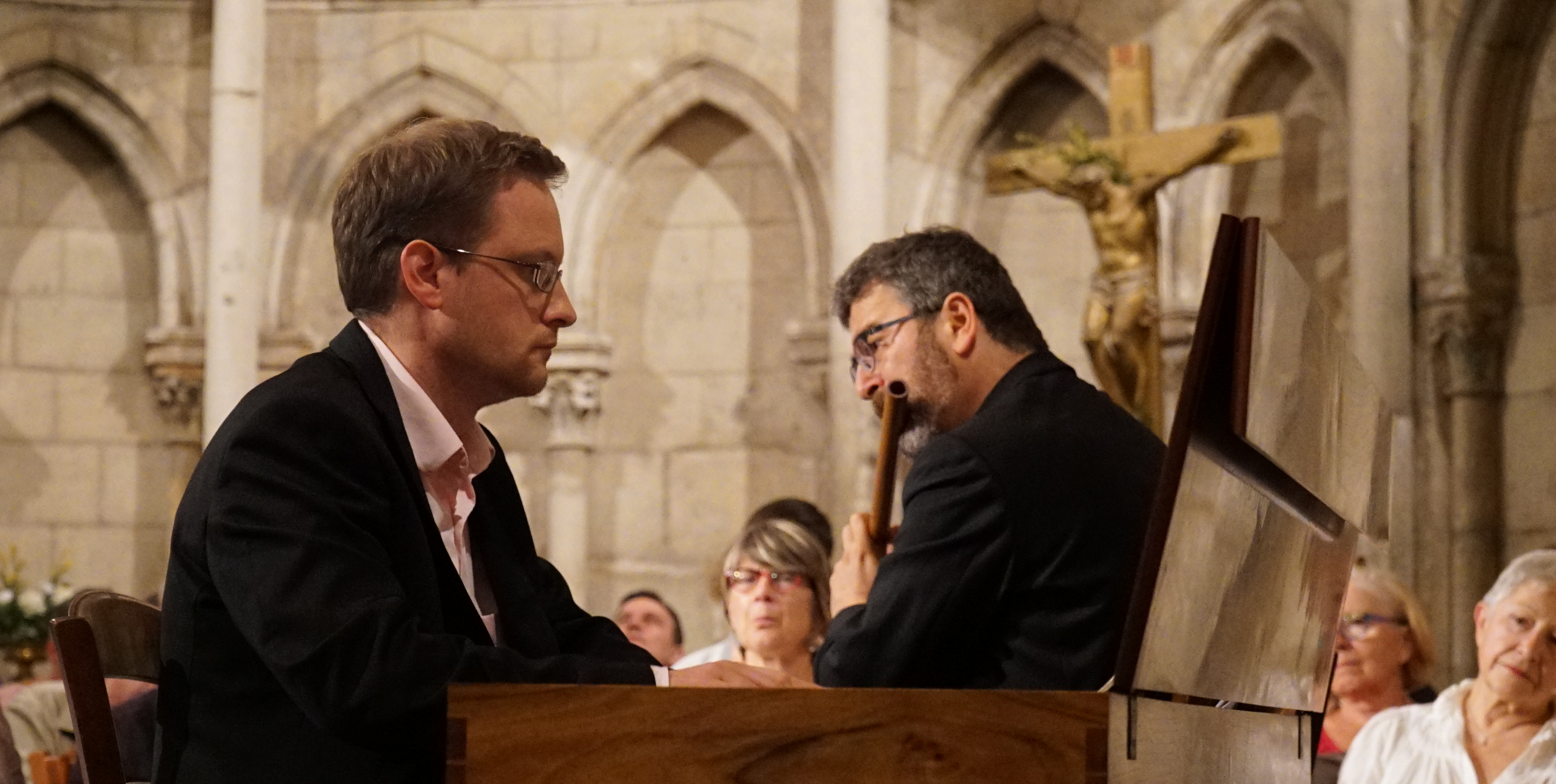
Benjamin-Joseph Steens (Clavicorde) et Jacques-Antoine Bresch (flute renaissance).

Les Rencontres baroques rémoises ont été créées en 2007 à l'initiative de Benjamin-Joseph Steens, conservateur des orgues de la basilique Saint-Remi de Reims.
Elles ont pour vocation de rassembler et d'élargir le public habituel des concerts d'orgue. La musique de chambre est mise à l'honneur, avec des concerts variés et souvent didactiques présentant aux auditeurs des œuvres ou instruments peu connus. 
L'année 2011 a connu un franc succès, avec notamment plus de 650 auditeurs le 15 août en la Basilique Saint Remi pour un concert trompette naturelle, saqueboute et orgue. L'année 2012 verra naître les conférences-concerts, conférences illustrées directement sur instruments d'époque (premier thème : les Suites françaises de J.S.Bach).
Quelques artistes invités des Rencontres baroques rémoises : Julien Martin, flûte à bec ; Jacques-Antoine Bresch, traverso; Joseph Rassam, orgue et clavecin; Joël Lahens, trompette naturelle ; Nicolas Renaux, chef de chœur; Isabelle Desrochers, soprano, Claire Gobillard, viole de gambe; La Maîtrise de Reims…